# Bara Bara (film)
Bara Bara – polski film dokumentalny w reżyserii Marii Zmarz-Koczanowicz i Michała Arabudzkiego z 1996 roku, traktujący o tematyce, kulisach i fenomenie muzyki disco polo. Tytuł został zaczerpnięty z utworu grupy muzycznej Milano pod tym samym tytułem. W filmie udział wzięli m.in. Sławomir Skręta – właściciel firmy fonograficznej Blue Star, Sławomir Świerzyński – lider zespołu muzycznego Bayer Full, Magdalena Pańkowska (Shazza), Tomasz Samborski twórca programu Disco Relax, Waldemar Pawlak i inni (Marek Sierocki, grupy Fanatic, Toy Boys, Top One, Danuta „Lolita” Stankiewicz).